# Elaphoglossum fauriei
Elaphoglossum fauriei är en träjonväxtart som beskrevs av Edwin Bingham Copeland. Elaphoglossum fauriei ingår i släktet Elaphoglossum och familjen Dryopteridaceae. Inga underarter finns listade.